# Kamienica przy ulicy Mariackiej 5 w Katowicach
Kamienica przy ulicy Mariackiej 5 w Katowicach – budynek przy ulicy Mariackiej 5, na terenie katowickiej dzielnicy Śródmieście. Jest to kamienica wzniesiona w latach 70. XIX wieku. Zaprojektowana prawdopodobnie przez architekta Ignatza Grünfelda.

## Historia
Budynek został oddany do użytku w 1872 roku jako dwukondygnacyjny, następnie przeszedł dwie rozbudowy – pod koniec XIX wieku dobudowano dwie kondygnacje, następnie w latach 20. XX wieku dobudowano piątą kondygnację, usunięto sztukaterię z elewacji i przebudowano budynki tylne.
Przed II wojną światową w budynku swoje siedziby miały: 
- Dom Techniczno-Handlowy „Industria”, należący do Ludwika Żmigroda[3].
- Biuro ogłoszeń „Par“. Polska Ajencja Reklamy. Pr. Kraina. Oddział w Katowicach[4].
- Śląskie Zakłady Graficzne i Wydawnicze „Polonia” Sp. Akc.[5]
- Salon sprzedaży samochodów „Auto Lloyd” [6][7] (od 2009 roku w tym lokalu działa „Dom aukcyjny DESA” oraz swoją siedzibę ma tu antykwariat DESA).